# Pemagatshel (district)
Pemagatshel (alternatieve spelling Pemagatsel of Pema Gatshel) is een van de dzongkhag (districten) van Bhutan. De hoofdstad van het district is Pemagatshel. In 2005 telde het district 13.864 inwoners. Het district heeft een oppervlakte van 593 km².
Bumthang · Chukha · Dagana · Gasa · Haa · Lhuntse · Mongar · Paro · Pemagatshel · Punakha · Samdrup Jongkhar · Samtse · Sarpang · Thimphu · Trashigang · Trashiyangste · Trongsa · Tsirang · Wangdue Phodrang · Zhemgang